# Distrikt Soroti

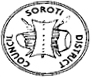
Emblem des Distrikts

Soroti ist ein Distrikt (district) in Ost-Uganda mit etwa 325.000 Einwohnern. Wie fast alle Distrikte von Uganda ist er nach seinem Hauptort benannt.

## Geographie
Soroti grenzt an die Distrikte Amuria, Katakwi, Ngora, Serere und Kaberamaido an.

## Klima
Soroti brachte es in den Jahren 2000–2009 auf einen jährlichen Durchschnitt von 538,16 mm Regen. Das feuchteste Jahr war 2001 mit 1279,89 Millimetern und das trockenste Jahr 2003/2004 mit 216,18 Millimetern. Der Dürre-Rekord liegt bei 60,71 mm (1999).

## Verwaltung

### Gliederung
Soroti gliedert sich in insgesamt 10 Sub-Countys, darunter drei zur Stadt Soroti gehörende Divisions. Die Sub-Countys unterteilen sich weiter in 26 Parishes (entspricht deutschen Gemeinden) und 306 Dörfer.

## Bevölkerung
Die Bevölkerung besteht zu 48,2 % aus Männern und zu 51,2 % aus Frauen.

## Wirtschaft

### Verkehr
Durch Soroti verläuft die Fernstraße Tororo–Lira, welche auch Mbale und Kumi passiert. In Soroti zweigt hiervon die Fernstraße nach Moroto ab. Im Weiteren gibt es in der Distrikthauptstadt einen Flughafen mit einer langen Landebahn, auf der auch Düsenflugzeuge landen können. Hier befindet sich eine Flugschule.